# Avadhuta
Avadhūta (IAST avadhūta) es un término sánscrito proveniente de la raíz 'sacudir' (ve V. S. Apte Y Monier-Williams) que indica un tipo de místico o santo que está más allá de la consciencia egoica, la dualidad y las preocupaciones mundanas. Actúa sin consideración del estándar de etiqueta social. Un avadhuta es un ser que guía a otros y les enseña sobre su realización de la naturaleza de la realidad definitiva (Brahman) y el Ser (Atman). Cumple la función de un gurú para mostrar el camino de moksha a otros. Algunos Avadhuta también obtienen el título de Paramahamsa.
Los Avadhutas desempeñan un papel importante en la historia, orígenes y rejuvenecimiento de una serie de tradiciones como los son los linajes de Yoga, Vedanta, Buddhadharma y Bhakti (sánscrito: parampara) incluso cuando ellos mismos no siguen sus reglas estándar. 
Los avadhuts son la voz del avadhuti, el canal que resuelve la dicotomía del "camino de la mano izquierda" (sánscrito: Vamamarga; "Vamachara") y el "camino de la mano derecha (sánscrito: Dakshinamarga) que son los mismos canales izquierdo y derecho del cuerpo energético. Un Avadhut puede o no seguir los ritos dicotómicos de āstika o nāstika porque está libre de la observancia y afiliación ritual sectaria.
En budismo tibetano su equivalente se conoce como nyönpa (wylie: smyon pa:
) o mahassidha.

## Tipos de avadhūtas
Feuerstein (1991: p. 105) indica que el término avadhūta terminó asociandose con la santidad loca o excéntrica, la 'cordura loca' de algunos  paramahamsa antinomicos que a menudo estaban vestidos "con la túnica del cielo", es decir, estaban desnudos (sánscrito: digambara).
El Brahmanirvantantra describe cómo identificar los avadhuts en los siguientes tipos:
1. Brahmavadhūta : Un avadhuta de nacimiento, aparece en cualquier estrato social. Completamente indiferente al mundo y sus asuntos mundanos.
2. Shaivavadhūta : Avadhutas que han tomado la renuncia de por vida (sannyasa), a menudo con cabello largo en trenzas (jata), o que visten como Shivaitas y pasan casi todo de su tiempo en trance (samadhi), o meditación.
3. Viravadhūta : Esta persona parece un sadhu con pasta de sándalo rojo en su cuerpo y ropa de azafrán. Su cabello es muy largo y ondula en el viento. Llevan en su cuello cuentas de oración hechas de Rudraksha o huesos. Sostienen un palo de madera en su mano y además siempre tienen un parashu (hacha ritual) o damaru (tambor pequeño) .
4. Kulavadhūta : Estas personas han tomado iniciación en el Kaula sampradaya o han despertado su Kundalini hasta fusionarlo en Sahasrara Chakra o pueden llevar su conciencia a Turiya y Turiyatita. Son expertos  en Kundalini Tantra. Es muy difícil de reconocer estas personas porque no llevan señas externas que los identifiquen. La especialidad de estas personas es que viven como las personas comunes y corrientes. Pueden ser reyes, guerreros, hombres de familia o mendigos. El Kulavadhuta no muestra signos de su estado espiritual.[2]

## El camino de los Avadhutas
El Avadhuta es esencialmente un espíritu libre que sigue la regla de la espontaneidad y la intuición, no está sujeto a ningún libro de reglas externo. No encaja dentro de las disciplinas y prácticas de órdenes formales.
El camino de un avadhuta es una filosofía de vida que suele tener las siguientes características:
- deambular sin hogar y adoptar un nuevo estilo de vestimenta y una nueva actitud mental hacia el mundo
- consumir sustancias consideradas impuras (alcohol y carne)
- cantar y bailar espontáneamente
- comportarse sin miedo
- participar en relaciones sexuales

Ninguna de las prácticas enumeradas anteriormente debe considerarse obligatoria.
Las prácticas que un Avadhuta suele evitar incluyen:
- leer textos espirituales
- recitar oraciones o mantras de la manera usual.

Algunos Avadhutas también fueron famosos por la práctica del Chöd. El practicante de chod busca aprovechar el poder del miedo a través de actividades tales como rituales ambientados en cementerios y la visualización de ofrecer sus cuerpos en un festín tántrico para poner a prueba su comprensión del vacío.

## Figuras representativas
Hay algunas descripciones históricas registradas de aquellos que exhibieron el comportamiento y la práctica espiritual del Avadhuta en el Tíbet como en la India, que incluyen:
- Dattatreya
- Shukadeva
- Drukpa Kunley
- Gendün Gyatso , el segundo Dalai Lama
- Virupa, el "loco feo", uno de los 84 Mahasiddas.
- Thang Tong Gyalpo
- Tsangnyön Heruka
- Nyön Kunga Zangpo
- Lama Zhang
- Hotei
- Chogyam Trungpa

Hay evidencia de que varias mujeres también se inspiraron en las prácticas espirituales y las formas de conducta de un Avadhuta.
La mujer Avadhuta más famosa es Sönam Peldren, que probablemente vivió en el siglo XIV. Sönam Peldren fue vista como una emanación de Vajravārāhī en el linaje de encarnación tulku femenino de Samding Dorje Phagmo. Antes de esto, en India, había tres mujeres en la agrupación de los 84 Mahasiddas cuyo comportamiento espiritual indicaría que practicaban de acuerdo con este camino espiritual. Ellas son Lakṣmīṅkarā , la "Princesa loca" y las "Dos hermanas sin cabeza" Mekhala y Kanakhala

## Relación con la Nath sampradaya
La Nath sampradaya es una tradición en la que algunos de sus gurus son Avadhutas. En este sampradaya, el gurú y el yoga son de importancia extrema. El texto más importante para los Nath es el Avadhuta Gita. El Avadhuta Gita es una compilación completa de las enseñanzas no duales de Shri Dattatreya, el primer avadhuta, según lo registrado por sus dos discípulos, Swami y Kartika. Mientras que el Bhagavad Gita trata sobre muchos temas, incluido el cuerpo físico, las posturas, la devoción, acción, sabiduría y renunciación, además de la verdad suprema, el Avadhuta Gita da en el blanco directo de la verdad del ser. Su sánscrito es simple y rico en profundidad.

## Libros
- Siddha Siddhanta Paddhati es un texto sánscrito de hatha yoga muy antiguo atribuido a Gorakshanath por la tradición indígena, como Georg Feuerstein (1991: p.   105) asegura.

- Jayachamarajendra Wadiyar  Avadhoota: Reverencia & Razón, Instituto indio de Cultura Mundial, Bangalore, 1958.
- El Avadhutaka Upanishad es el 79.º libro del canon Muktikā Upanishad. Es un sannyasa upanishad asociado con el Yajurveda.
- Según la Orden Internacional Nath de la Nath sampradaya, el Avadhūta Gita es un texto de Advaita Vedanta cantado por Dattatreya y registrado por sus discípulos Swami y Kartika.[3]